# Demetrios I van Bactrië

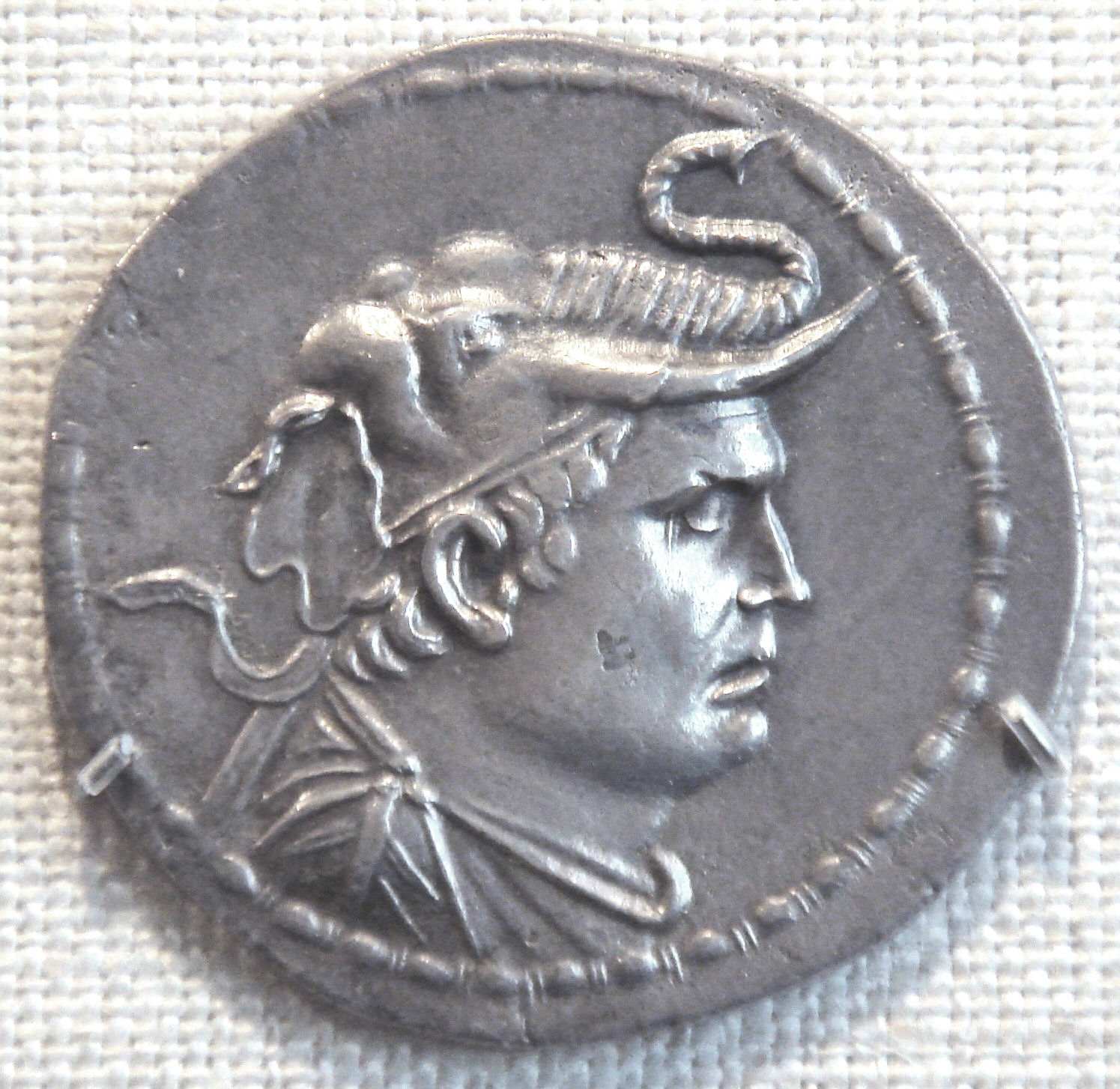
Zilveren munt met de beeltenis van Demetrius I met op zijn hoofd een olifantskop als symbool voor zijn overwinningen in India, Metropolitan Museum of Art.

Demetrios I van Bactrië (± 222 v. Chr. - ± 180 v. Chr.) (Grieks: Δημητριος, Dimitrios; Perzisch / Pasjtoe: دیمتریوس, Dīmetrīus), bijgenaamd Aniketos (de onoverwinnelijke) was in de 2e eeuw v. Chr. een Hellenistisch koning van Grieks-Bactrië, een rijk in het zuiden van Centraal-Azië, dat het tegenwoordige oosten van Iran en Oezbekistan en grote delen van Tadzjikistan, Afghanistan en Pakistan besloeg. Nadat zijn voorgangers Bactrië vrijgevochten hadden van het Seleucidenrijk, breidde Demetrios het rijk aanzienlijk uit door oorlog tegen de Sungadynastie in het noorden van het Indisch Subcontinent.

## Levensloop
Demetrios volgde zijn vader, Euthydemos I, rond het jaar 205 v. Chr. op als koning van Bactrië. Volgens de gelijktijdig levende Griekse schrijver Polybius was de Seleucische koning Antiochus III na een drie jaar durend tevergeefs beleg van de stad Bactra bereid een vredesverdrag met Euthydemos te tekenen. Demetrios vervulde daarbij voor zijn vader de rol van onderhandelaar. Polybius schreef ook dat Antiochus III daarbij zeer onder de indruk van de jonge prins raakte en hem de hand van een van zijn dochters bood. Het huwelijk moet rond 206 v. Chr. hebben plaatsgevonden.
Als koning is Demetrios vooral bekend van zijn inval en veroveringen in wat de Grieken "India" noemden, het gebied ten zuiden van de Hindoe Koesj in het tegenwoordige oosten van Afghanistan, Pakistan en noordwesten van India. Tot 185 v. Chr. werd dit gebied geregeerd door de Mauryadynastie, met wie de Grieks-Bactrische heersers vrede hadden. Mogelijk waren de Grieks-Bactriërs en Maurya's zelfs bondgenoten. Dit veranderde toen de laatste Mauryavorst, Brihadratha, door zijn generaal Pusyamitra Shunga, stichter van de Shungadynastie, werd vermoord en opgevolgd. Pusyamitra Shunga was in tegenstelling tot de Maurya's een devoot hindoe, die boeddhisten en Grieken als heidenen en kastelozen beschouwde en wellicht vervolgde. Sinds de tijd van Alexander de Grote (overleden in 323 v. Chr.) hadden er langs de Indus Griekse kolonisten gewoond. Mogelijk was de "bevrijding" van deze kolonisten een van de motieven voor Demetrios om India binnen te vallen.
Demetrios trok in 184 of 183 v. Chr. over de Hindoe Koesj en veroverde waarschijnlijk eerst Arachosia (het gebied rond het tegenwoordige Kandahar in Afghanistan), om daarna verder naar het oosten te trekken, tot diep in het Shungarijk. Op grond van de Hathigumpha-inscriptie uit Kalinga is het mogelijk dat Demetrios tot aan Rajagriha trok, 70 km ten zuidoosten van de Sungahoofdstad Pataliputra (het tegenwoordige Patna in Bihar). Waarschijnlijker is echter dat deze inscriptie over de latere Griekse vorst Menander I handelt, en dat Demetrios ongeveer tot aan de Sutlej kwam. Hij zou dan vrijwel het volledige bekken van de Indus op de Shunga's veroverd hebben.
Wanneer en onder welke omstandigheden Demetrios stierf is onbekend. Van vondsten van munten is bekend dat tussen 180 en 170 v. Chr. minstens drie andere koningen over het Grieks-Indische rijk van Demetrios heersten: Pantaleon, Antimachos en Agathocles. Mogelijk regeerden deze drie gelijktijdig met Demetrios, in welk geval het vazallen of onderkoningen waren. Vermoedelijk was op zijn minst Antimachos een directe verwant van Demetrios. Uiteindelijk moesten allen plaatsmaken voor Eukratides, een opstandige generaal die in 171 v. Chr. de macht greep. Eukratides was vrijwel zeker geen familie van Demetrios.